# Бобен, Кристиан
Кристиан Бобе́н (фр. Christian Bobin; 24 апреля 1951, Ле-Крёзо — 24 ноября 2022) — французский писатель, поэт, эссеист. Лауреат премии Дё Маго (1993) и премии Французской академии за совокупность творчества (2016).

## Биография и творчество
Кристиан Бобен родился в 1951 году в небольшом промышленном городе Крёзо, где его родители работали на заводе Schneider: отец — промышленным художником, мать — чертёжницей-копировщицей. Кристиан был младшим из троих детей. Он рано начал интересоваться литературой и философией; впоследствии изучал философию в университете Дижона. Любовь к философии, в особенности к Платону, Спинозе и Кьеркегору, впоследствии отразится в его литературном творчестве.
По окончании университета Бобен сменил несколько работ: был библиотекарем в Отёне, гидом в экологическом музее Крёзо, редактором журнала Milieux, санитаром в психиатрической клинике Безансона и преподавателем философии. В 1977 году в издательстве Brandes вышла его первая книга «Lettre pourpre». В 1980-х годах Бобен писал так называемые «фрагменты»: миниатюры на грани эссеистики и поэтической прозы. Первый успех ему принёс в 1991 году роман «Une petite robe de fête», опубликованный издательством «Галлимар». Широкая известность к Бобену пришла в 1992 году, после публикации книги «Le Très-Bas» («Всеменьший», или, дословно, «Всенизший», по аналогии с французским Très-Haut — Всевышний), посвящённой Франциску Ассизскому. Она была удостоена нескольких литературных наград, включая премию Дё Маго и Большую премию за католическую литературу.
В 1995 году скоропостижно скончалась подруга Бобена Гислен Марион. Её памяти посвящён роман «La plus que vive» («Живее живой», 1996); отголоски трагедии, тяжело переживавшейся писателем, звучат и в других его произведениях. В том же году в издательстве «Le temps qu’il fait» вышла серия из четырёх книг Бобена, адресованных детям: «Clémence Grenouille», «Une conférence d’Hélène Cassicadou», «Gaël Premier, roi d’Abimmmmmme et de Mornelongue» и «Le jour où Franklin mangea le soleil». Трое из персонажей серии носят имена детей Гислен: Клеманс, Элен и Гаэль. Детские истории Бобена, отличающиеся богатством фантазии и разнообразием персонажей и сюжетных перипетий, близки одновременно к сказке и притче; присутствует в них и философский подтекст.
В 1997 году был издан роман-дневник «Autoportrait au radiateur» («Автопортрет у радиатора»). В числе других наиболее заметных произведений — «La Présence pure» (1999), «Les Ruines du ciel» (2009), «L’Homme-joie» (2012), «La nuit du cœur» (2018). В общей сложности Кристиану Бобену принадлежат около шестидесяти произведений в прозе и десять поэтических сборников. В 2016 году ему была присуждена премия Французской академии за совокупность творчества.
Жанр произведений Бобена трудноопределим: в них размыты границы между романом, эссе, дневником, стихотворением в прозе. По большей части это небольшие тексты-зарисовки, иногда без сюжета и действующих лиц. Творчество Бобена часто относят к так называемому «позитивному минимализму», воспевающему радости повседневной жизни; сближают его и с духовной литературой, видя в его произведениях возрождение агиографической традиции. Однако, несмотря на проповедуемую радость бытия, книги Бобена проникнуты печалью; близкие ему темы — детство, природа, одиночество, отсутствие и пустота.
Кристиан Бобен вёл уединённый образ жизни; его называли «писателем-затворником». С 2005 года он жил в доме на опушке леса в десятке километров от родного Крёзо.
Умер 24 ноября 2022 года.